# Seznam estonskih fizikov
Seznam estonskih fizikov.

## A
- Jaak Aaviksoo (1954-)

## E
- Jaan Einasto (1929-)

## H
- Johannes Hint (1914-1985)

## L
- Heinrich Friedrich Emil Lenz (1804-1865)

## O
- Uuno Öpik (1926-2005)

## R
- Georg Wilhelm Richmann (1711-1753)

## S
- Thomas Seebeck (1770-1831)